# Vicia dichroantha
Vicia dichroantha är en ärtväxtart som beskrevs av Friedrich Ludwig Diels. Vicia dichroantha ingår i släktet vickrar, och familjen ärtväxter. Inga underarter finns listade i Catalogue of Life.